# Tom Belling
Pour les articles homonymes, voir Belling.
Tom Belling, né le 24 avril 1843 à Philadelphie et décédé le 5 mars 1900 à Berlin, est un écuyer de cirque et un clown. Selon certaines histoires rapportées, il serait l'artiste à l'origine de la création du personnage clownesque de l'auguste au cirque Renz. Si les spécialistes s'accordent sur son utilisation du nom de scène « Auguste » à partir de 1874 (il est le premier) et sa présence au cirque Renz à cette période, la plupart estiment que les histoires attribuant la paternité du type clownesque à Tom Belling sont partiellement fausses. Selon eux, l'auguste serait le fruit d'une évolution plus longue et impliquant davantage d'artistes.
À sa suite, ses enfants ont tous été des artistes de cirque, son fils Thomas devenant un clown reconnu à Vienne au début du XXe siècle.

## Biographie
Tom Belling est né le 24 avril 1843 à Philadelphie. Son père, Frederic Belling, est un artiste de cirque anglais qui a émigré sur le continent américain pour y créer un cirque. Après quelques années, les parents de Tom Belling décident de retourner en Europe, notamment en Allemagne. Frederic Belling y fonde un cirque, l'Hippodrome Fred Belling, ce qui donne l'occasion à son fils de développer des habiletés dans les arts du cirque et de parcourir une partie de l'Europe centrale. Ce dernier se spécialise dans les acrobaties équestre et devient un écuyer de cirque reconnu sous le nom de scène « Tommy Voltige ».
En 1864, Tom Belling est employé en tant qu'écuyer dans un hippodrome berlinois. Il intègre par la suite le cirque Renz à Berlin en qualité d'écuyer à partir de 1869. Expérimenté et maîtrisant de nombreuses fonctions et arts du cirque, il est probable que Tom Belling ait régulièrement aidé ses collègues en tant que garçon de piste, grotesque (une préfiguration des clowns) ou clown de reprise (réalisation d'un court numéro comique afin d'amuser le public pendant un repos des chevaux ou l'installation de matériels spécifiques).
Le 3 novembre 1874, Tom Belling intervient lors d'une représentation sous le nom de scène « August ». Il réalise un numéro comique, parodiant un écuyer ou un garçon de piste désinvolte et maladroit, vêtu d'un costume de cérémonie fripé et dont certains éléments sont trop grands tandis que d'autres sont trop petits. L'un des gags, qui deviendra un classique, consiste à éternuer pendant une pause de l'orchestre. Le personnage joué par Tom Belling remporte un certain succès et l'artiste devient pour le public le clown « Auguste » (der Clown August).
Après quelques années exclusivement berlinoise, Tom Belling commence à jouer son personnage « Auguste » pour le cirque Franconi à Paris. Il apparaît ainsi pour la première fois le 7 janvier 1877 et réalise un intermède intitulé « L'écuyère 1820 ». Tristan Rémy remarque que si Tom Belling vient bien de nommer le nouveau personnage, celui-ci n'est pas encore pleinement associé au monde des clowns. En effet, Tom Belling n'a joué qu'un intermède et seul, son personnage ne dispose pas encore de suffisamment d'ampleur pour rejoindre les clowns de la troupe et jouer les entrées classiques en duo. Les semaines suivantes, Tom Belling entre progressivement dans certains duos comme « Mort et Vivant » ou « Clown-Obus » (cirque d'été).
Paradoxalement, l'historien du cirque allemand Joseph Halperson incline à penser que Tom Belling n'était pas particulièrement doué pour le jeu comique au vu des avis de ses pairs. Après quelques années, Tom Bellling va cesser son rôle d'Auguste et quitter le cirque pour le monde du music-hall et des variétés. Il abandonne l'acrobatie et le comique pour se tourner vers l'illusionnisme.
Il meurt à Berlin le 5 mars 1900.  Ses cinq enfants ont tous été des artistes de cirque : Gobert, Thomas et Clemens ont été dresseur de petits animaux ou clown tandis qu'Ella et Viktoria ont été écuyère, funambule, trapéziste ou jongleuse.

## Controverse quant à la création du personnage de l'auguste
Dans la culture populaire, Tom Belling est souvent vu comme le créateur du personnage de l'auguste. Cette paternité lui est ainsi souvent attribuée sur la base d'histoires plus ou moins concordantes. Toutefois, comme le remarque Tristan Rémy, les critiques et les journaux de l'époque n'ont jamais relaté un évènement qui correspondrait à la création de l'auguste. De son côté, Jon Davison rejoint Tristan Rémy, ajoutant que l'auguste était initialement perçu comme d'un rang inférieur au clown dans l'échelle des valeurs circassienne, le clown étant lui même plus bas que les acrobates. Ainsi, il peut paraître légitime que les chroniques de l'époque n'aient pas jugé utile de relater cette naissance.
Cette absence d'intérêt pour les premiers temps du personnage couplée au grand succès que l'auguste rencontre peu de temps après engendre un double phénomène qui complique l'accès à l'histoire réelle de cette création. D'une part, une fois l'auguste établi dans l'univers du cirque, les journaux et critiques n'ont pas jugé nécessaire de clarifier son apparition, concentré sur le présent des spectacles. Cet état est d'ailleurs d'autant plus compréhensible en regard de la tradition du cirque où il existe peu de reconnaissance historique et où le plagiat est un élément moteur des évolutions. De plus et en lien avec cette culture, les histoires relatives à la création de l'auguste furent nombreuses, plusieurs artistes profitant de la réussite de l'auguste pour tenter de s'en attribuer une partie du mérite, et donc de la reconnaissance du public.
Il existe deux versions principales des histoires relatant la création de l'auguste et mentionnant explicitement Tom Belling. La première version est issue du travail de Pierre Mariel avec les frères Fratellini. Celui-ci a en effet recueilli leur version de la création de l'auguste :
Version Mariel / Fratellini : En 1864, l'écuyer Tom Belling est employé dans un crique berlinois sous le nom « August ». Le jeune homme est par ailleurs réputé pour ses tendances alcooliques. Un soir, au cours d'une représentation où il tient le rôle de garçon de piste, il trébuche après avoir installé un accessoire. Une partie du public rit de sa chute et l'interpelle de son nom de scène. Celui-ci se relève et regarde les spectateurs avec un air niais et le nez rougi par l'ébriété. L'ensemble du public s'esclaffe alors et brocarde l'écuyer aux cris « August, dumm ». Le lendemain, Tom Belling décida de reproduire la scène volontairement et remporta de nouveau un succès. Le jeune homme décida ainsi de jouer un personnage maladroit et naïf, se grimant pour augmenter le ridicule et son pouvoir comique.
Comme le rapporte Tristan Rémy, cette version Mariel / Fratellini est reprise par Maurice Willson Disher. Elle est également très proche de celle donnée par Perrodil en 1900, excepté que celui-ci ne cite par nommément Tom Belling comme étant l'écuyer en question,.
Une version est un peu différente est proposée par Joseph Halperson qui indique la tenir d'une personne en qui il a toute confiance.
Version Halperson : Au début 1870, le cirque Renz se trouve à Saint-Pétersbourg et le chef de piste est un dénommé Machline. Un soir, afin de remplacer un écuyer absent, Machline entre en piste dans une tenue fripée de palefrenier puis chute dans des tonneaux après que le clown de reprise ait cherché à le gêner afin de divertir les spectateurs. Machline se relève alors furieux et poursuit le clown afin de se venger, provoquant l’hilarité générale. Quelque temps plus tard, après la mort de Machline, le directeur Renz raconte l'anecdote à Tom Belling en lui demandant d'utiliser le potentiel comique de l'évènement dans un intermède ou un numéro de reprise. En 1873, l'artiste commence ainsi à exploiter l'idée. Mal vêtu et le nez rougit, il adopte des expressions faciales naïves et ahuries et joue de maladresse. De plus, il intègre également un caractère susceptible au personnage afin de renforcer les effets comiques.
Cette version d'Halperson est quant à elle très proche de celle rapportée à César Guillaume, le frère d'Antonet et speaker des clowns au cirque Médrano.
Il existe d'autres versions de la création de l'auguste, ces dernières ne mentionnant pas l'identité précise du créateur ou se contentant de l’appeler « Auguste ». Dans Les clowns, Tristan Rémy s'efforce de montrer les incohérences des différentes versions en regard de la culture et du fonctionnement des cirques à l'époque. Toutefois, il dégage de toutes les versions un canevas sur lequel toutes s'accordent :
1. La création de l'auguste intervient au cirque Renz.
2. Un évènement comique inattendu et involontaire est vu comme le déclencheur.
3. La personne à l'origine de cet évènement présente un trait ridicule, soit par sa maladresse soit par son importance exagérée.
4. Le directeur de l'établissement intervient dans la création.

Il ajoute également trois autres éléments majeurs à cette ligne directrice. Premièrement, Tom Belling n'a jamais revendiqué la création de l'auguste. Deuxièmement, Tom Belling n'était pas considéré par ses pairs comme doué pour le comique. Par ailleurs, il n'a pas fait une longue carrière de clown, tout au plus quelques années, en tout cas pas aussi longue que celle qui aurait été attendue pour le créateur d'un type de clown si apprécié. Enfin troisièmement, le premier auguste clairement identifié dans un cirque est James Guyon, dit « Gugusse », au cirque d'été (Paris) à partir des années 1880,. Pour finir, Jon Davison indique que plusieurs spécialistes estiment que le terme August n'apparaît que plus tardivement dans la langue allemande, une fois que le type clownesque est bien établi dans les cirques.
Ainsi, Tristan Rémy rejette l'idée que la naissance de l'auguste soit le fait de Tom Belling. Celui-ci envisage l'apparition de l'auguste comme le résultat d'un développement sur quelques années et par plusieurs artistes. Tout au plus Tristan Rémy accorde à Tom Belling une place dans cette chronologie à partir de son arrivée à Paris en 1877. Bien qu'il ne prenne pas véritablement position quant à cette question, Jon Davison suit l'avis de Tristan Rémy, le citant abondamment dans son ouvrage et considérant la naissance de l'auguste comme un processus.
A contrario, des auteurs comme Pascal Jacob et surtout Marika Maymard s'avèrent beaucoup plus affirmatifs quant à la paternité du type clownesque à Tom Belling. À cet égard, la version développée par Marika Maymard est instructive. Si l'auteure ne reprend pas stricto sensu les versions Mariel / Fratellini ou Halperson, elle construit un récit à partir des éléments factuels connus et des points communs aux différentes histoires populaires dans lequel l'implication de Tom Belling est importante.
Version Maymard : Lors d'une représentation du cirque Renz, le 3 novembre 1974, Tom Belling réalise un court numéro comique. Se présentant sous les traits d'un écuyer mal habillé et répondant au nom d'August, l'artiste effectue différents gags (ex : éternuement pendant une pause de l'orchestre) à la satisfaction du public. Le personnage rencontrant un certain succès lors des reprises, Tom Belling l'adopte alors pendant quelques années.
En résumé, il apparaît que pour tous les spécialistes modernes, la création de l'auguste ne s'est pas passée ainsi que le relate les histoires populaires,,,. De plus, si tous voient la naissance de l'auguste de l'auguste comme un processus long, tous se rejoignent également sur le fait que Tom Belling a bien un impact dans cette création. Les divergences entre les auteurs concernent ainsi l'importance du rôle accordé à Tom Belling : minime pour Tristan Rémy et important pour Maymard.